# Jagged Little Pill (musical)
Jagged Little Pill és un jukebox musical amb música d'Alanis Morissette i Glen Ballard, lletres de Morissette i llibret de Diablo Cody, amb música addicional de Michael Farrell i Guy Sigsworth. El musical està inspirat en l'àlbum del mateix nom de 1995 de Morissette i tracta sobre el dolor, la curació i l'apoderament. Es va estrenar a l'American Repertory Theatre de Cambridge, Massachusetts, el 5 de maig de 2018, dirigida per Diane Paulus.
L'espectacle va començar les seves prèvies a Broadway el novembre de 2019 i es va estrenar el 5 de desembre de 2019. Per als 74è Premis Tony, Jagged Little Pill va rebre 15 nominacions, la major part de qualsevol programa de la temporada 2019-2020. També va guanyar el premi Grammy al millor àlbum de teatre musical.

## Rerefons
El novembre de 2013, es va revelar que una versió musical de l'àlbum Jagged Little Pill d'Alanis Morissette estava sent adaptada per a l'escenari amb el compositor Tom Kitt adjunt per arreglar les orquestracions. S'esperava que es fes un primer taller el 2014, no obstant això, el 2015 Morissette va revelar que l'espectacle encara estava en les primeres etapes i encara s'havia d'escriure. El maig del 2017 es va anunciar que el musical rebria l'estrena mundial el maig del 2018, 23 anys després de la publicació del disc. El 2017 es va fer una lectura amb Idina Menzel prenent el paper de Mary Jane. La primera representació pública de cançons de l'espectacle va tenir lloc el març de 2018, a la gala del American Repertory Theatre.
L'espectacle té un llibre de Diablo Cody, amb direcció de Diane Paulus, coreografia de Sidi Larbi Cherkaoui, escenografia de Riccardo Hernandez, disseny de vestuari d'Emily Rebholz, disseny d'il·luminació de Justin Townsend,, i disseny de vídeo de Finn Ross. La música i les lletres són d'Alanis Morissette i Glen Ballard, amb direcció musical de Bryan Perri, disseny de so de Jonathan Deans i orquestracions de Tom Kitt. A més de la música de l'àlbum homònim del programa, Jagged Little Pill també inclou altres cançons del catàleg de Morissette, incloent "Thank U", "That I Would Be Good" i "So Pure" del 1998 Supposed Former Infatuation Junkie, "So Unsexy" i "Hands Clean" del 2002, Under Rug Swept, "Unprodigal Daughter" de 2002 Feast on Scraps, "No" de l'edició japonesa de Havoc and Bright Lights del 2012 i "Uninvited". Morissette també va escriure dues noves cançons per al musical, "Smiling" i "Predator", amb la primera inclosa com el segon senzill del seu novè àlbum d'estudi Such Pretty Forks in the Road.

## Produccions

### Cambridge (2018)
Jagged Little Pill' va funcionar del 5 de maig al 15 de juliol de 2018 al Loeb Drama Center, dins del American Repertory Theater de Cambridge, Massachusetts. El repartiment incloïa Elizabeth Stanley com a Mary Jane,, Derek Klena com a Nick, Lauren Patten com a Jo, Sean Allan Krill com a Steve I Celia Rose Gooding com a Frankie.

### Broadway (2019-actualitat)
Al gener de 2019, els productors van anunciar els plans per portar l'espectacle a Broadway a la tardor de 2019, també dirigit per Paulus. Va començar les previsualitzacions al Broadhurst Theatre el 3 de novembre i es va inaugurar el 5 de desembre del 2019. La producció va entrar en un moment de descans quan tots els teatres de Broadway van tancar a causa de la pandèmia COVID-19.

## Recepció crítica

### Producció de Cambridge
The New York Times va titllar la producció de Cambridge de "apassionada, convincent i amb gran cor ... Jagged Little Pill trenca el motlle dels jukebox musicals i assumeix la bona feina que sempre demanem als nous musicals: el treball de cantar sobrecoses reals ". En unreportatge del New York Times publicat el 20 de maig de 2018, la història de l'espectacle, "impregnada de temes importants com l'addicció als opiacis, la identitat de gènere i l'agressió sexual", es descrivia com a "molt del present, i pot ser el musical més despert des de Hair."
Bob Verini, de Variety, va escriure: "No des que Rent ha invertit tants papers de bravura amb tanta vida individual ... És un negoci arriscat, fer un musical no a partir d'una història que exigeix ser explicada, sinó d'un conjunt de cançons simplement disponibles per ser utilitzat. Jagged Little Pill evita triomfalment les trampes. sempre participació, sovint en moviment i fins i tot despertar, l'espectacle presumeix interès dramàtic i integritat en els seus propis termes teatrals, cortesia de el director Diane Paulus, per primera vegada llibretista Diablo Cody, i que Peerless, ballarí animat de la condició occidental moderna, Alanis Morissette. "

### Broadway
La producció de Broadway de Jagged Little Pill es va obrir a crítiques positives. El New York Times va descriure el musical com a "redemptor, despert i real ... Jagged Little Pill es troba al costat dels musicals originals que han mantingut les millors esperances de Broadway". Elogiant la partitura del programa, Variety va escriure: "La perspectiva juvenil de Morissette i la bona partitura fan que Jagged Little Pill se senti molt del moment". Rolling Stone va atorgar a la producció quatre estrelles de cinc, escrivint que, tot i que l'espectacle se sent "massa despert " de vegades i "porta la seva serietat a la màniga". Jagged Little Pill es crema amb passió ... i una bellesa entusiasta." L'espectacle va ser nominat als 15 premis Tony.

## Argument
Acte I
Mary Jane (MJ) Healy és una mare que escriu la carta de Nadal familiar anual. Escriu sobre la promoció laboral del seu marit Steve, l'art de la seva filla Frankie i l'admissió anticipada del seu fill Nick a la Universitat Harvard. MJ escriu que va patir en un accident de trànsit, però es cura amb l'ajut de remeis naturals. El que no escriu és que Steve és addicte a la pornografia, Frankie s'ho fa amb la seva millor amiga, Jo, mentre s'està escrivint la carta, i MJ és addicta als analgèsics d'ençà l'accident de trànsit ("Right Through You"). MJ pressiona Nick perquè sigui perfecte per mantenir la imatge de la família ("All I Really Want"). A l'escola, Frankie i Jo parlen de com les seves mares no els entenen ni els accepten: Frankie és per la seva desaprovació de la seva expressió personal i la mare de Jo no accepta que siguin gais o la seva expressió de gènere ("Hand in My Pocket").
MJ intenta aconseguir drogues a la farmàcia, però no té recanvis. MJ avança el seu dia cap enrere, començant per aconseguir els analgèsics al carreró, fent les seves activitats diàries i acabant amb que es queda sense pastilles al principi del dia ("Smiling"). L'últim dia de la classe d'anglès de Frankie abans de les vacances d'hivern, llegeix una història breu que va escriure en veu alta al taller d'escriptura perquè la seva classe la critiqués. Els estudiants de la classe la critiquen ja que les coses que diu que són iròniques en la seva peça no són realment iròniques, només són coses dolentes això li va passar a algú. Un nou estudiant, Phoenix, defensa a Frankie i l'anima a acabar ("Ironic"). Una atracció romàntica comença entre els dos. Després de classe, Phoenix i Frankie decideixen anar a una festa aquella nit. A casa, MJ i Steve discuteixen. Steve diu que vol veure un conseller matrimonial, però MJ es nega ("So Unsexy"). Nick consola MJ després de la baralla. MJ afirma que Nick és l'única cosa que ha fet bé. Nick reflexiona sobre les pressions de la seva mare perquè sigui perfecte ("Perfect").
Frankie i Nick van a la festa ("Lancer's Party (So Pure)"). Frankie i Phoenix es troben i marxen de la multitudinària festa per parlar soles i comenten la seva vida familiar imperfecta. Mentrestant, Jo no assisteix a la festa perquè la seva mare els va obligar a anar a un servei a l'església. La mare de Jo els renya perquè no es vesteixin amb prou feminitat ("That I would Be Good"). L'endemà al matí, Jo mostra a Frankie imatges que circulen per tota l'escola de Bella, l'amiga de Nick, que estava borratxa, es va desmaiar i va treure la camisa a la festa. Els estudiants es burlen de Bella i la titllen de puta. Frankie i Jo van a casa de la Bella, tot i que amb prou feines la coneixen, per comprovar-la. Bella revela que Andrew, el millor amic de Nick, va ser qui va fer les fotografies i la va violar. Frankie se'n va a casa i desperta Nick per recriminar-li que no vagi a la policia perquè va ser l'únic que va veure la Bella que estava borratxa. Nick ignora l'afirmació de Bella, dient que Bella estava sent dramàtica de costum. MJ escolta la conversa i insisteix que Nick no hauria de presentar-se, ja que podria arruïnar la seva reputació. MJ culpa a Bella del que va passar des que va escollir beure, però està visiblement molesta per la història ("Wake Up"). MJ camina a l'església per primera vegada en un temps a resar sobre el seu fracàs matrimonial, la relació amb Frankie i la seva ajuda per a la seva addicció. Llavors reflexiona sobre ela seu propi record d'haver estat violada a la universitat, però es culpa a si mateixa i sent que va ser el pla de Déu per a ella ("Forgiven").
Acte II
Steve i MJ van a la seva primera sessió d'assessorament matrimonial, tot i les reticències de MJ ("Not the Doctor"). Mentrestant, Frankie i Phoenix passen l'estona en un parc infantil i acaben dormint junts ("Head over Feet"). Jo entra a casa dels Healys sense ser convidat ("Your House") i entra per Frankie i Phoenix. Jo s'enfada i surt de l'habitació de Frankie enfadada. MJ i Steve tornen a casa aviat i Jo els explica que Frankie i Phoenix van tenir relacions sexuals. Phoenix marxa ràpidament, deixant Frankie sol amb els seus pares. MJ i Steve li recriminen que tingui relacions sexuals tan joves. Frankie es revela als seus pares com a bisexual i s'enfada amb els seus pares per haver desaprovat el seu sexe consentit però no preocupar-se per la violació de Bella. Steve i MJ es barallen perquè Steve no estigués present durant la infància de Frankie. Frankie agafa un tren sol a Nova York ("Unprodigal Daughter"). Quan es perd a la ciutat, Frankie truca a Phoenix. Ella li diu que l'estima i que hauria de venir a buscar-la. Quan Phoenix no diu "T'estimo" i que necessita quedar-se a casa per ajudar la seva germana amb una malaltia, Frankie s'enfada i sent que Phoenix la va utilitzar per al seu cos.
Els estudiants xafardegen sobre Bella i les seves acusacions contra Andrew. La Bella ve a casa dels Healys per parlar amb Nick, però l'única persona a casa és MJ. MJ intenta consolar Bella dient-li que també va ser violada a la universitat. Bella li pregunta a MJ quan va començar a sentir-se millor després de la violació, però MJ no respon. Bella marxa adonant-se que potser mai millorarà. Nick arriba net a MJ, dient-li que va entrar i va veure a Andrew violant una Bella inconscient, però no va fer res i se'n va anar ("Predator"). Nick diu que vol anar a la policia, però MJ diu que això li arruïnaria la vida i no ajudaria la de Bella. Nick l'acusa de preocupar-se només per ella mateixa i la seva reputació, i no per Bella. MJ el colpeja. Jo va a Nova York a buscar a Frankie després que ella la truqués desesperada, perduda i sense diners. Frankie mostra remordiments per haver-se'n anat al llit amb Phoenix des que ella no sabia que la seva relació amb Jo era exclusiva. Li diu a Jo que està enamorada de Phoenix. Jo acaba la relació ("You Oughta Know"). A casa, MJ té una sobredosi de pastilles. Steve i Nick la troben inconscient ("Uninvited"). Quan Steve arriba a l'hospital, es troba devastat perquè no sabia que MJ tenia addicció i li promet que d'ara endavant estarà allà per a ella i per a la seva família ("Mary Jane"). Quan Nick arriba a l'hospital, MJ li diu que hauria d'anar a la policia, però Nick ja li va dir a la policia què va passar amb Bella. Mentrestant, molts estudiants assisteixen a la concentració que Frankie va organitzar per aconseguir justícia per a Bella. Bella està enfadada amb Nick, ja que la gent només la va creure una vegada que Nick es va presentar i la seva afirmació no va ser suficient ("No").
Ha passat un any i MJ torna a escriure la carta de Nadal. Ella escriu sobre el progrés que es fa en les seves relacions i vides. MJ li diu a Frankie que volia que se sentís com qualsevol altre nen i que no la tractessin de manera diferent a causa de la seva raça, però Frankie li diu que no hauria volgut encaixar amb la gent de la seva ciutat ("Thank U"). Frankie s'atreveix amb MJ a enviar la carta de Nadal a tothom per correu electrònic, malgrat la seva franquesa sobre la seva sobredosi i la seva aversió a la cultura del seu poble. MJ ho envia, decidint que aquesta serà la seva última carta de Nadal. Jo i Frankie recuperen la seva amistat, i Jo té una nova xicota. Frankie i Phoenix ara només són amics. Frankie i MJ, Bella i Nick, i Bella i MJ semblen haver reparat les seves relacions ("You Learn").

## Números musicals
Totes les lletres són d'Alanis Morissette. Tota la música és de Morissette i Glen Ballard, a excepció de "No" (co-compost amb Guy Sigworth), "Predator" i "Smiling" (co-compost amb Michael Farrell).
| Acte I - Overture – Companyia - "Right Through You" – Companyia - "All I Really Want" – Frankie, Mary Jane, Steve, Nick i Companyia - "Hand in My Pocket" – Jo, Frankie i Companyia - "Smiling" – Mary Jane i Companyia - "Ironic" – Frankie i Phoenix - "So Unsexy" – Steve, Mary Jane i Companyia - "Perfect" – Nick - "Lancer's Party (So Pure)" – Companyia - "That I Would Be Good" – Phoenix, Frankie i Jo - "Wake Up" – Frankie, Nick, Andrew, Bella, Steve, Mary Jane, Companyia - "Forgiven" – Mary Jane, Steve, Nick, Andrew, Bella, Frankie, Jo, Phoenix, Companyia | Acte II - Entr'acte/"Hands Clean" – Companyia - "Not the Doctor" – Mary Jane i Steve - "Head over Feet" – Steve, Mary Jane, Phoenix i Frankie - "Your House" – Jo - "Unprodigal Daughter" – Frankie i Companyia - "Predator" – Bella i Companyia - "You Oughta Know" – Jo i Companyia - "Uninvited" – Mary Jane i Companyia - "Mary Jane" – Steve i Companyia - "No" – Bella i Companyia - "Thank U" – Companyia - "You Learn" – Companyia |

## Repartiment
| Personatge                   | Lectura (2017)     | Taller (2017)      | Cambridge (2018)   | Broadway (2019)    |
| ---------------------------- | ------------------ | ------------------ | ------------------ | ------------------ |
| Mary Jane "M.J." Healy       | Idina Menzel       | Elizabeth Stanley  | Elizabeth Stanley  | Elizabeth Stanley  |
| Steve Healy                  | Michael Park       | Michael Park       | Sean Allan Krill   | Sean Allan Krill   |
| Mary Frances "Frankie" Healy | Celia Rose Gooding | Celia Rose Gooding | Celia Rose Gooding | Celia Rose Gooding |
| Nicholas "Nick" Healy        | Derek Klena        | Derek Klena        | Derek Klena        | Derek Klena        |
| Jo Taylor                    | Lauren Patten      | Lauren Patten      | Lauren Patten      | Lauren Patten      |
| Bella Fox                    |                    | Kathryn Gallagher  | Kathryn Gallagher  | Kathryn Gallagher  |
| Phoenix                      |                    | Antonio Cipriano   | Antonio Cipriano   | Antonio Cipriano   |
| Andrew Montefiore            |                    | Logan Hart         | Logan Hart         | Logan Hart         |

## Gravació
L'enregistrament original del repartiment de Broadway es va publicar el 29 de novembre de 2019. Va debutar al número dos de la llista Billboard Cast Albums, al número 14 de la llista de vendes d'àlbums alternatius i al número 26 de la llista de vendes de discos de rock. Va guanyar el Grammy al millor àlbum de teatre musical en la 63a edició dels premis Grammy, però, a causa de les regles dels Grammy, Gallagher, Gooding, Patten i Stanley són els únics membres del repartiment que van rebre el premi .

## Controvèrsia
A la tirada ART original de l'espectacle, Jo era un personatge no binari, interpretat per Lauren Patten, una dona cisgènere. A les xarxes socials, Patten va retuitejar i publicar en suport de Jo com a personatge no binari, confirmant l'ús dels pronoms "ells / ells" per al personatge i referint-se a ells com a no binaris i genderqueer en diverses ocasions. A l'espectacle també hi havia diverses referències a què Jo no era cisgènere.
Quan l'espectacle es va traslladar a Broadway, les xarxes socials oficials de Jagged Little Pill i Patten van eliminar qualsevol publicació que fes referència a Jo com a no binària o genderqueer o que utilitzava pronoms, que ara es refereixen al personatge com a dona cisgènere. Una entrevista del 2020 amb Patten la citava: "Jo mai no es va escriure com una altra cosa que no fos cis". L'espectacle ara fa servir pronoms per a Jo en lloc de per a ells.
L'abril de 2021 es va recuperar el debat i la reacció de la comunitat teatral a les xarxes socials sobre el tema, i es va veure el canvi com un exemple més de la poc representació de persones trans i no binàries a Broadway.
El 17 de setembre de 2021, els productors del programa van publicar un comunicat en què es disculpaven per fer que Jo fos cisgènere i per no escoltar els comentaris. També van publicar un pla per a futures produccions, inclosa la contractació d'un nou dramaturg que ajudés a revisar els guions i al càsting d'actors interpretant a Jo que estan en el seu propi viatge de gènere.

## Premis i nominacions

### Producció de Cambridge
| Any  | Premi                | Categoria                                     | Nominat                     | Resultat  |
| ---- | -------------------- | --------------------------------------------- | --------------------------- | --------- |
| 2019 | Premis Elliot Norton | Producció musical destacada                   | Producció musical destacada | Nominat   |
| 2019 | Premis Elliot Norton | Excel·lent interpretació musical d'una actriu | Lauren Patten               | Nominat   |
| 2019 | Premis Elliot Norton | Excel·lent interpretació musical d'una actriu | Elizabeth Stanley           | Nominat   |
| 2019 | Premis Elliot Norton | Coreografia destacada                         | Sidi Larbi Cherkaoui        | Guanyador |
| 2019 | Premis Elliot Norton | Excel·lent direcció musical                   | Bryan Perri                 | Nominat   |
| 2019 | Premis IRNE          | Millor musical                                | Millor musical              | Nominat   |
| 2019 | Premis IRNE          | Millor musical nou                            | Millor musical nou          | Nominat   |
| 2019 | Premis IRNE          | Millor actriu - Musical                       | Elizabeth Stanley           | Nominat   |
| 2019 | Premis IRNE          | Millor actriu de repartiment - Musical        | Lauren Patten               | Guanyador |
| 2019 | Premis IRNE          | Millor Conjunt                                | Millor Conjunt              | Nominat   |
| 2019 | Premis IRNE          | Millor director de musical                    | Diane Paulus                | Nominat   |
| 2019 | Premis IRNE          | Millor director musical                       | Bryan Perri                 | Nominat   |
| 2019 | Premis IRNE          | Millor disseny de so                          | Jonathan Deans              | Nominat   |

### Producció original de Broadway
| Any  | Premi                       | Categoria                                     | Nominat | Resultat  |
| ---- | --------------------------- | --------------------------------------------- | --- | --------- |
| 2020 | Premis Tony                 | Millor musical                                | Millor musical | Nominat   |
| 2020 | Premis Tony                 | Millor llibret                                | Diablo Cody | Guanyador |
| 2020 | Premis Tony                 | Millor actriu protagonista de musical         | Elizabeth Stanley | Nominat   |
| 2020 | Premis Tony                 | Millor actor de repartiment de musical        | Derek Klena | Nominat   |
| 2020 | Premis Tony                 | Millor actor de repartiment de musical        | Sean Allan Krill | Nominat   |
| 2020 | Premis Tony                 | Millor actriu de repartiment de musical       | Kathryn Gallagher | Nominat   |
| 2020 | Premis Tony                 | Millor actriu de repartiment de musical       | Celia Rose Gooding | Nominat   |
| 2020 | Premis Tony                 | Millor actriu de repartiment de musical       | Lauren Patten | Guanyador |
| 2020 | Premis Tony                 | Millor direcció de musical                    | Diane Paulus | Nominat   |
| 2020 | Premis Tony                 | Millor coreografia                            | Sidi Larbi Cherkaoui | Nominat   |
| 2020 | Premis Tony                 | Millors orquestracions                        | Tom Kitt | Nominat   |
| 2020 | Premis Tony                 | Millor escenografia a un musical              | Riccardo Hernández and Lucy MacKinnon | Nominat   |
| 2020 | Premis Tony                 | Millor vestuari a un musical                  | Emily Rebholz | Nominat   |
| 2020 | Premis Tony                 | Millor il·luminació a un musical              | Justin Townsend | Nominat   |
| 2020 | Premis Tony                 | Millor so a un musical                        | Jonathan Deans | Nominat   |
| 2020 | Premis Drama Desk           | Actriu destacada en un musical                | Elizabeth Stanley | Nominat   |
| 2020 | Premis Drama Desk           | Actriu de repartiment destacada en un musical | Lauren Patten | Guanyador |
| 2020 | Premis Drama Desk           | Orquestracions destacades                     | Tom Kitt | Guanyador |
| 2020 | Premis Drama League         | Destacada producció d'un musical              | Destacada producció d'un musical | Nominat   |
| 2020 | Premis Drama League         | Actuació distingida                           | Lauren Patten | Nominat   |
| 2020 | Premis Outer Critics Circle | Musical nou de Broadway destacat              | Musical nou de Broadway destacat | Honorat   |
| 2020 | Premis Outer Critics Circle | Llibre destacat d'un musical                  | Diablo Cody | Honorat   |
| 2020 | Premis Outer Critics Circle | Actriu destacada en un musical                | Elizabeth Stanley | Honorada  |
| 2020 | Premis Outer Critics Circle | Actriu de repartiment destacada en un musical | Kathryn Gallagher | Honorada  |
| 2020 | Premis Outer Critics Circle | Actriu de repartiment destacada en un musical | Lauren Patten | Honorada  |
| 2020 | Premis Outer Critics Circle | Director destacat en un musical               | Diane Paulus | Honorada  |
| 2020 | Premis Outer Critics Circle | Millor coreografia                            | Sidi Larbi Cherkaoui | Honorat   |
| 2020 | Premis Outer Critics Circle | Orquestracions destacades                     | Tom Kitt | Honorat   |
| 2020 | Premis GLAAD Media          | producció de Broadway destacada               | producció de Broadway destacada | Nominat   |
| 2021 | Premis Grammy               | Millor àlbum de teatre musical                | Neal Avron, Kathryn Gallagher, Pete Ganbarg, Vivek J. Tiwary, Tom Kitt, Michael Parker, Lauren Patten, Celia Rose Gooding, Craig Rosen, Elizabeth Stanley | Guanyador |
| 2021 | Premis Artios               | Teatre de Broadway – Musical                  | Stephen Kopel | Nominat   |